# Pepe Cortés León
|  | No s'ha de confondre amb Pep Cortés. |

Pepe Cortés León   (Barcelona, 1946 - 22 de juny de 2024) va ser un interiorista català.

## Biografia
Realitzà els seus estudis a l'Escola Eina de Barcelona, on posteriorment va fer de professor. A començaments dels anys 1970 s'associà amb diversos professionals de diferents àmbits per a crear Grupo Abierto de Diseño. Durant aquells anys realitzà diversos projectes d'interiorisme com les oficines de l'empresa PoligIàs o la joieria Oriol de Barcelona.
A partir del 1980 treballà amb l'arquitecte Óscar Tusquets en dos projectes: el restaurant Azulete i el pavelló de mobles Casas a Milà. Col·laborà també amb el dissenyador Javier Mariscal en la creació de la col·lecció de mobles Muy formales o amb l'arquitecte Alfred Arribas al bar Gambrinus.
Com a dissenyador de mobiliari va treballar per a empreses com BD Ediciones de diseño, Grupo T, Akaba, Santa & Cole i Ediciones de diseño. Va rebre diversos premis FAD d'interiorisme, el Premio Nacional de Diseño el 2006 i altres guardons. Alguns dels seus dissenys més representatius són el llum Pekin (1983), el tamboret Jamaica (1991) i el banc Gràcia (1991).